# Попівка (Карлівська міська громада)
Попі́вка (МФА: [popiŭka] ( прослухати)) — село в Україні, у Карлівській міській громаді Полтавського району Полтавської області. Населення становить 3277 осіб. Орган місцевого самоврядування — Попівська сільська рада.

## Географія
Село Попівка знаходиться на лівому березі річки Орчик, вище за течією на відстані 2,5 км розташоване село Варварівка, нижче за течією примикає село Федорівка, на протилежному березі - місто Карлівка. Селом протікає кілька пересихаючих струмків з загатами. Через село проходить автомобільна дорога Р11.

## Історія
З 1917 — у складі УНР. З 1921 — стабільний комуністичний режим.
Після насильного створення колгоспів сталінська влада вдалася до масових убивств голодом, від чого постраждали насамперед старші люди та діти молодшого віку. Сільська рада організувала поховальні бригади, які збирали трупи по селу.
Село постраждало внаслідок геноциду українського народу, проведеного окупаційним урядом СССР 1932—1933 та 1946—1947.
Весною 2008 силами Полтавської обласної державної адміністрації виявлено та впорядковано місця масових поховань жертв комуністичного Голодомору на цвинтарях Попівки.
12 червня 2020 року, відповідно до розпорядження Кабінету Міністрів України № 721-р «Про визначення адміністративних центрів та затвердження територій територіальних громад Полтавської області», село увійшло до складу Карлівської міської громади.
19 липня 2020 року, в результаті адміністративно - територіальної реформи та ліквідації Карлівського району, село увійшло до складу новоутвореного Полтавського району Полтавської області.

## Населення

### Мова
Розподіл населення за рідною мовою за даними перепису 2001 року:
| Мова            | Кількість | Відсоток |
| --------------- | --------- | -------- |
| українська      | 3162      | 96.49%   |
| російська       | 82        | 2.50%    |
| білоруська      | 7         | 0.21%    |
| румунська       | 3         | 0.09%    |
| інші/не вказали | 23        | 0.71%    |
| Усього          | 3277      | 100%     |

## Економіка
- ТОВ «Промінь».
- ТОВ «Агропрогрес».

## Об'єкти соціальної сфери
- Школа № 1.
- Школа № 2.

## Відомі уродженці
У селі народився український революціонер-підпільник, голова ОУН (Бандери) в Сумській області Семен Сапун.